# Stormbringer
Stormbringer este al nouălea album de studio al trupei Deep Purple, lansat în noiembrie 1974. Pe acest album elementele de soul și funk pe care formația le experimenta la acel moment sunt mult mai accentuate decât pe precedentul disc Burn. Această nouă direcție a grupului nu a fost pe placul lui Ritchie Blackmore, care a părăsit formația la puțin timp după lansarea lui Stormbringer.

## Lista pieselor
1. „Stormbringer” (Blackmore, Coverdale) (4:03)
2. „Love Don't Mean A Thing” (4:23)
3. „Holy Man” (Coverdale, Hughes, Lord) (4:28)
4. „Hold On” (Coverdale, Hughes, Lord, Paice) (5:05)
5. „Lady Double Dealer” (Blackmore, Coverdale) (3:19)
6. „You Can't Do It Right (With The One You Love)” (Blackmore, Coverdale, Hughes) (3:24)
7. „High Ball Shooter” (4:26)
8. „The Gypsy” (4:13)
9. „Soldier of Fortune” (Blackmore, Coverdale) (3:14)

- Toate cântecele au fost scrise de Ritchie Blackmore, David Coverdale, Glenn Hughes, Jon Lord și Ian Paice cu excepția celor notate.

## Single-uri
- „Stormbringer” (1974)
- „Soldier of Fortune” (1974)

## Componență
- Ritchie Blackmore - chitară principală
- David Coverdale - voce
- Glenn Hughes - chitară bas , voce
- Jon Lord - orgă , claviaturi
- Ian Paice - baterie